# Visconde de Santo Tirso
Visconde de Santo Tirso é um título nobiliárquico criado por D. Carlos I de Portugal, por Decreto de 15 de Julho de 1890, em favor de José Cirilo Machado.
Titulares
1. José Cirilo Machado, 1.º Visconde de Santo Tirso;
2. Carlos Cirilo Machado, 2.º Visconde de Santo Tirso.

Após a Implantação da República Portuguesa, e com o fim do sistema nobiliárquico, usaram o título: 
1. João Ferreira Pinto Cirilo Machado, 3.º Visconde de Santo Tirso;
2. José Gorjão Henriques Cirilo Machado, 4.º Visconde de Santo Tirso.